# ريتشارد إتش شوارتز
ريتشارد إتش شوارتز (بالإنجليزية: Richard H. Schwartz)‏ هو رياضياتي أمريكي، ولد في 10 أبريل 1934.